# Модзалевські
Помилка Lua у Модуль:Navbar у рядку 61: Неприпустима назва {{subst:PAGENAME}}.
Модзалевські — український козацький рід.

## Представники
- Модзалевський Федір — сотник Топальський, Стародубського полку (1700—1706). Одружений з Мариною Тимофіївною Тимошенко
- Модзалевський Іван Федорович (1696—1767) — значковий товариш, син сотника Топальського Стародубського полку Федора Модзалевського.
- Модзалевський Семен Іванович (1730, м. Почеп Стародубського полку-1805) — сотенний отаман, син значкового товариша Івана Федоровича Модзалевського. Одружений з Катериною Єлинською (1745—1784)
- Модзалевський Федір Іванович (1734—?) — військовий товариш, син значкового товариша Івана Федоровича Модзалевського. Одружений з Оленою Юріївною Новицькою (1698—?)
- Модзалевський Лев Федорович (1764—1800) — військовий хірург, син військового товариша Федора Івановича Модзалевського
- Модзалевський Василь Семенович (1772—1855) — підполковник, командир Стародубського кірасирського полку; син сотенного отамана Семена Івановича Модзалевського
- Модзалевський Микола Львович (бл. 1797—1870) — штабс-капітан, учасник російсько-турецької війни, кавалер ордена Св. Анни третього ступеню (1831). Дід літературознавця, пушкініста Бориса Модзалевского та українського історика, археографа, архівіста і генеолога Вадима Модзалевського.
- Модзалевський Лев Миколайович (1837—1896) — дитячий письменник, педагог, батько літературознавця, пушкініста Бориса Модзалевского та українського історика, археографа, архівіста і генеолога Вадима Модзалевського
- Модзалевський Вадим Львович (*1882, Тифліс(Грузія) — †3 серпня 1920, Київ (Україна)) — український історик, археограф, архівіст і генеолог, автор численних наукових праць.